# Ad-Daghali
Ad-Daghali (arab. الدغالي) – wieś w Syrii, w muhafazie Idlib. W 2004 roku liczyła 244 mieszkańców.